# Мост Свободы (Будапешт)
Мост Свободы (венг. Szabadság híd) — автодорожный металлический консольно-балочный мост через реку Дунай в Будапеште, соединяет площадь Сент-Геллерт (XI район) с площадью Фёвам (IX район). Третий постоянный мост через Дунай в Будапеште.

## История

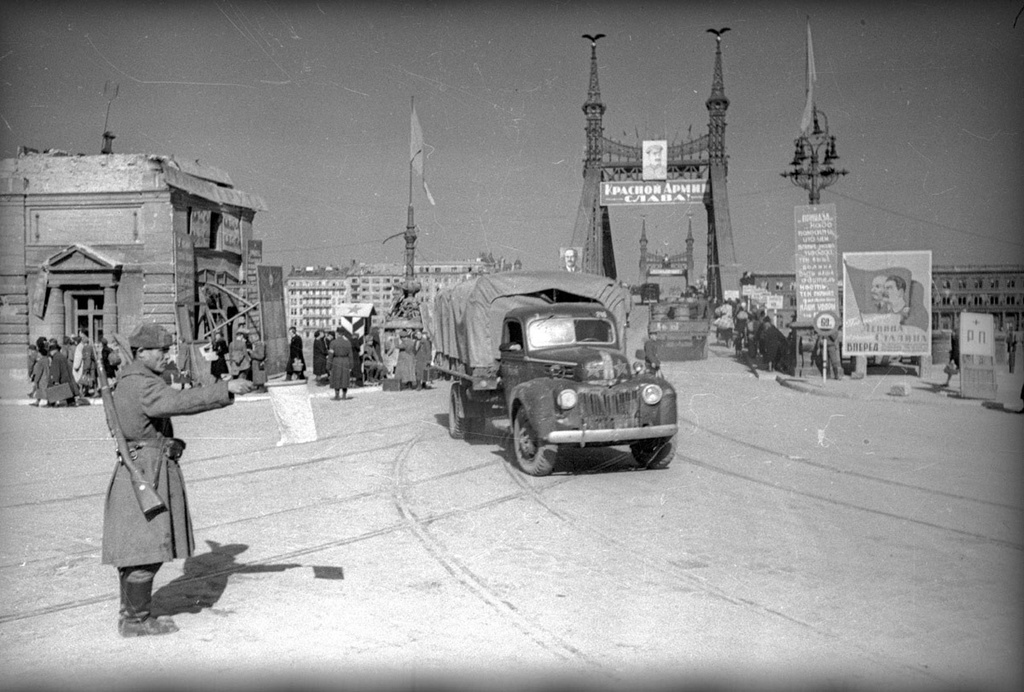
Восстановленный советскими войсками мост в 1946 году

«Мост на площади Вамхаз» был построен в 1894—1896 гг. по проекту инженера Я. Фекетехази. Впоследствии носил название мост Таможни, здание которой стояло на пештской набережной, затем мост был переименован в мост Франца Иосифа, который его открывал. После восстановления мост получил нынешнее название.
Вершины четырёх мачт моста украшают бронзовые статуи турулов — птиц из венгерской мифологии.
В 1945 году мост был взорван отступающими немецкими войсками, но к августу следующего года он был восстановлен. В 2007 году мост был закрыт на реконструкцию, длившуюся 15 месяцев.
Мост металлический консольно-балочный Длина моста составляет 333,6 м, ширина — 20 м.